# Jens Dautzenberg
Jens Dautzenberg (né le 24 mai 1974 à Aix-la-Chapelle) est un athlète allemand, spécialiste du 400 mètres.

## Biographie
En 1997, Jens Dautzenberg remporte le 400 mètres aux championnats d'Allemagne avec un temps de 45 s 97, record personnel.
Lors de la finale du 4 × 400 mètres des championnats d'Europe de 2002, il est le deuxième relayeur pour l'Allemagne, mais il est victime d'une chute. Le relais allemand terminera à la 7e place en 3 min 08 s 56.

### Palmarès
| Date | Compétition                   | Lieu            | Résultat | Épreuve   | Performance   |
| ---- | ----------------------------- | --------------- | -------- | --------- | ------------- |
| 1993 | Championnats d'Europe juniors | Saint-Sébastien | 2e       | 4 × 400 m | 3 min 08 s 39 |
| 1998 | Championnats d'Europe         | Budapest        | 6e       | 4 × 400 m | 3 min 03 s 19 |
| 1998 | Coupe du monde des nations    | Johannesburg    | 5e       | 4 × 400 m | 3 min 03 s 65 |
| 2002 | Championnats d'Europe         | Munich          | 7e       | 4 × 400 m | 3 min 08 s 56 |
| 2002 | Coupe du monde des nations    | Madrid          | 7e       | 4 × 400 m | 3 min 05 s 31 |

### Records
| Épreuve    | Performance | Lieu    | Date         |
| ---------- | ----------- | ------- | ------------ |
| 400 mètres | 45 s 97     | Cottbus | 11 juin 1997 |